# Thomas Watson (Geistlicher)

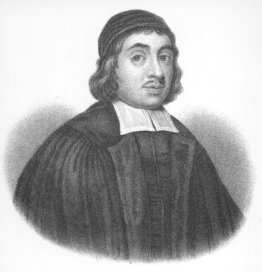
Thomas Watson

Thomas Watson (* um 1620 wahrscheinlich in Yorkshire; † Juli 1686 in Barnston, Essex) war ein englischer nonkonformistischer (puritanischer) Geistlicher und Autor.

## Leben
Watson wurde am Emmanuel College in Cambridge ausgebildet und erwarb dort 1639 den Grad eines Bachelor of Arts, 1642 den eines Master of Arts. Nach einigen Jahren der Tätigkeit im Haus von Lady Mary Vere, der Witwe von Sir Horace Vere, baron of Tilbury, trat er 1646 das Amt eines lecturer an der Kirche St Stephen Walbrook in London an. Später stieg er zum rector auf. Während des Englischen Bürgerkriegs stand er auf der Seite der Anhänger einer presbyterianischen Kirchenverfassung, war gleichwohl aber dem König Karl II. verbunden und kam 1651 zusammen mit anderen Pfarrern kurzzeitig ins Gefängnis, weil er an Christopher Loves Komplott zur Rückholung des Königs beteiligt war. Am 30. Juni 1652 wurde er freigelassen und wieder in sein Pfarramt eingesetzt. Als Prediger erreichte er großen Ruhm und Beliebtheit, bis er nach der Stuart-Restauration durch die Uniformitätsakte von 1662 als Nonkonformist (Dissenter) aus dem Pfarramt entfernt wurde. Trotz der rigorosen Maßnahmen gegen die Dissenter konnte Watson seine geistliche Tätigkeit privat fortsetzen. Durch die Declaration of Indulgence von 1672 erhielt er die Genehmigung, in der großen Halle des Crosby House zu predigen. Nachdem er dort einige Jahre lang gewirkt hatte, ließ seine Gesundheit nach, so dass er in den Ruhestand trat und sich aufs Land zurückzog. Er starb plötzlich während des stillen Gebets und wurde am 28. Juli 1686 bestattet.
Watson war mit Abigail Beadle, der Tochter des puritanischen Pfarrers John Beadle, verheiratet. Sie hatten mindestens sieben Kinder, von denen vier jung starben.

## Schriften (Auswahl)
Watson veröffentlichte viele Schriften, von denen einige noch im Handel sind. In den letzten Jahren erschienen sogar neue deutsche Ausgaben mancher Schriften.
- The Art of Divine Contentment. 1653 (Neuausgabe Monergism Books 1986).
- The Beatitudes: An Exposition of Matthew 5: 1–12. 1660 (Neuausgabe Monergism Books 1971, ISBN 0-85151-035-3).
- A Divine Cordial. 1663 (Neuausgabe unter dem Titel All Things for Good. Monergism Books 1986, ISBN 0-85151-478-2).
- A Body of Divinity: Contained in Sermons upon the Westminster Assembly's Catechism. 1692 (Neuausgabe Monergism Books 1986, ISBN 0-85151-383-2).
- The Lord’s Prayer. Monergism Books 1960, ISBN 0-85151-145-7.
- The Ten Commandments. Monergism Books 1965, ISBN 0-85151-146-5.
- The Doctrine of Repentance. Banner of Truth 1988, ISBN 0-85151-521-5.
  - Die biblische Lehre von der Buße. 3L-Verlag, Friedberg 2006, ISBN 3-935188-90-0.
- The Duty of Self-Denial: (And 10 Other Sermons). Monergism Books 2001, ISBN 1-57358-015-5.
- The Mischief of Sin. Monergism Books 2003, ISBN 1-877611-85-9.
- Heaven Taken by Storm: Showing the Holy Violence a Christian Is to Put Forth in the Pursuit After Glory. Monergism Books 2007, ISBN 1-877611-50-6.
  - Das Eifrige Christenthum oder Thomae Watson Eines Englischen Lehrers kräfftige Ermahnung An Alle Christen/ wie sie den Himmel mit Gewalt sollen zu sich reissen/ das ist/ mit grössestem Eifer streben selig zu werden. Tschorn, Brieg 1672 (und andere Ausgaben; übersetzt von Anton Brunsen)
  - Den Himmel im Sturm erobern. 3L-Verlag, Waldems 2012, ISBN 978-3-941988-71-2.
- 365 Tage mit dem Puritaner Thomas Watson. 3L-Verlag, Waldems 2013, ISBN 978-3-941988-46-0.
- Alles dient zum Besten. Sola Gratia Medien, Siegen 2020, ISBN 9783948475215